# Guðlaugur
Cette page présente le prénom Guðlaugur ainsi que ses variantes.
Guðlaugur est un prénom masculin islandais dérivé du vieux norrois Guðlaugr, formé des éléments Guð(r) « Dieu », et laug « promis, dédié ».
Le prénom Guðlaugur est à l'origine du patronyme islandais Guðlaugsson signifiant « Fils de Guðlaug(ur) ».

## Personnalités portant ce prénom
- Guðlaugur Friðþórsson (1961–), marin islandais ;
- Guðlaugur Kristinn Óttarsson (en) (1954–), musicien islandais ;
- Guðlaugur Victor Pálsson (1991–), footballeur islandais ;
- Guðlaugur Þór Þórðarson (1967–), homme politique islandais.
- Pour l'ensemble des articles sur les personnes portant ce prénom, consulter :
  - la liste des articles dont le titre commence par ce prénom
  - les listes produites par Wikidata : Liste des personnes de prénom « Guðlaugur » — même liste en incluant les éventuels prénoms composés qui contiennent « Guðlaugur ».